# LGA 2011
LGA 2011 o zócalo R, es un zócalo o socket de CPU destinado a ser utilizado por los microprocesadores de gama alta con la microarquitectura Sandy Bridge, Ivy Bridge, Haswell e Intel Xeon, generalmente, para servidores.

## Visión general
Remplaza la anterior generación de zócalos Intel LGA 1366 (zócalo B) y LGA 1567 (zócalo LS) en la gama de alto rendimiento en equipos de sobremesa y servidores de la marca. Tiene 2011 superficies conductoras LGA incorporadas en el zócalo que hacen contacto directamente con los pads chapados en oro del microprocesador.

### Tecnologías
Utiliza QPI para conectar la CPU a CPUs adicionales y el puente sur en un sistema de dos zócalos. DMI 2.0 conecta los procesadores Sandy Bridge e Ivy bridge de la serie E con el chipset Intel X79 y Hasswell de la serie E con el chipset x99. La CPU realiza las funciones de puente norte, como el control de la memoria, PCIe de control, DMI, FDI, y otras funciones integradas en el chip.
Es compatible con procesadores Intel Core i7 Extreme Edition Sandy Bridge e Ivy Bridge de la serie E con cuatro canales de memoria DDR3-1600, así como, 40 líneas PCIe 2.0 o 3.0. Estos tienen hasta seis núcleos con 15 MiB de caché L3 compartida en un bus en anillo y un controlador de cuatro canales de memoria DDR3, también es compatible con procesadores Haswell-E de la misma serie también cuenta con 4 canales de memoria DDR4 y tiene hasta 8 núcleos con 20 MB de memoria caché L3 compartida. . 
Las placas base con el zócalo LGA 2011 tienen cuatro u ocho ranuras DIMM que permite usar un máximo de 32 GiB, 64 GiB o 128 GiB de memoria RAM. Rara vez se pueden ver algunas pocas placas que tienen 2 ranuras.

### Compatibilidad
Los microprocesadores Intel Core i7 Extreme Edition del tipo Sandy Bridge e Ivy Bridge Tienen como máximo 6 núcleos con 15 MiB de caché L3 compartida en un bus en anillo y un controlador de cuatro canales de memoria DDR3, en el caso del Haswell tiene ocho núcleos como máximo con 20 MB de caché L3 compartida y controlador de cuatro canales DDR4. 

### Chipsets
| Nombre                              | X79                          | X99                                   |
| CPU                                 | Sandy Bridge-E, Ivy Bridge-E | Haswell-E, Broadwell-E                |
| Máximo de Ranuras y tipo de canales | 8 y Quad-channel ddr3        | 8 y Quad-channel ddr4                 |
| Overclocking                        | Sí                           | Sí                                    |
| GPU integrado                       | No                           | No                                    |
| RAID 0/1/5/10                       | Sí                           | Sí                                    |
| Máximo de puertos USB (USB 3.0)     | 14 (0)                       | 14 (6)                                |
| Máximo de puertos SATA(SATA 3.0)    | 6 (2)                        | 10 (10)                               |
| Configuración principal PCIe        | 40 × PCIe lanes              | 40 × PCIe lanes (2 ×16 + 1 ×8 o 5 ×8) |
| Secundaria PCIe                     | 8 × PCIe 2.0 (5GT/s)         | 8 × PCIe 2.0 (8GT/s)                  |
| PCI                                 | No                           | No                                    |
| Intel Rapid Storage Technology      | Sí                           | Sí                                    |
| Smart Response Technology           | No                           | Sí                                    |
| Fecha de Lanzamiento                | 14 de noviembre de 2011      | 29 de agosto de 2014                  |

### Procesadores de sobremesa
| Procesador            | Núcleos | Subprocesos | Vel. del Reloj | Frecuencia turbo | Multiplicador*            | Caché L2    | Caché L3 | TDP   | Lanzamiento              | Precio (dólares estadounidenses) |
| --------------------- | ------- | ----------- | -------------- | ---------------- | ------------------------- | ----------- | -------- | ----- | ------------------------ | -------------------------------- |
| Core i7 Extreme 5960X | 8       | 16          | 3.00 GHz       | 3.50 GHz         | desbloqueado              | 6 x 256 KiB | 20 MiB   | 140 W | 29 de agosto de 2014     | $1058                            |
| Core i7 Extreme 5930k | 6       | 12          | 3.50 GHz       | 3.70 GHz         | desbloqueado              | 6 x 256 KiB | 15 MiB   | 140 W | 29 de agosto de 2014     | $594                             |
| Core i7 Extreme 5820k | 6       | 12          | 3.30 GHz       | 3.60 GHz         | desbloqueado              | 6 x 256 KiB | 15 MiB   | 140 W | 29 de agosto de 2014     | $396                             |
| Core i7 Extreme 4960X | 6       | 12          | 3.40 GHz       | 4.00 GHz         | desbloqueado              | 6 x 256 KiB | 15 MiB   | 130 W | 19 de septiembre de 2013 | $1059                            |
| Core i7 Extreme 4930k | 6       | 12          | 3.30 GHz       | 3.90 GHz         | desbloqueado              | 6 x 256 KiB | 12 MiB   | 130 W | 19 de septiembre de 2013 | $594                             |
| Core i7 Extreme 4820k | 4       | 8           | 3.30 GHz       | 3.90 GHz         | desbloqueado              | 6 x 256 KiB | 10 MiB   | 130 W | 19 de septiembre de 2013 | $332                             |
| Core i7 Extreme 3970X | 6       | 12          | 3.40 GHz       | 4.00 GHz         | desbloqueado              | 6 x 256 KiB | 15 MiB   | 140 W | 14 de noviembre de 2011  | $990                             |
| Core i7 Extreme 3960X | 6       | 12          | 3.30 GHz       | 3.90 GHz         | desbloqueado              | 6 x 256 KiB | 15 MiB   | 130 W | 14 de noviembre de 2011  | $990                             |
| Core i7 3930K         | 6       | 12          | 3.20 GHz       | 3.80 GHz         | desbloqueado              | 6 x 256 KiB | 12 MiB   | 130 W | 14 de noviembre de 2011  | $555                             |
| Core i7 3820          | 4       | 8           | 3.60 GHz       | 3.90 GHz         | Parcialmente desbloqueado | 4 x 256 KiB | 10 MiB   | 130 W | Q1 2012                  | TBA                              |

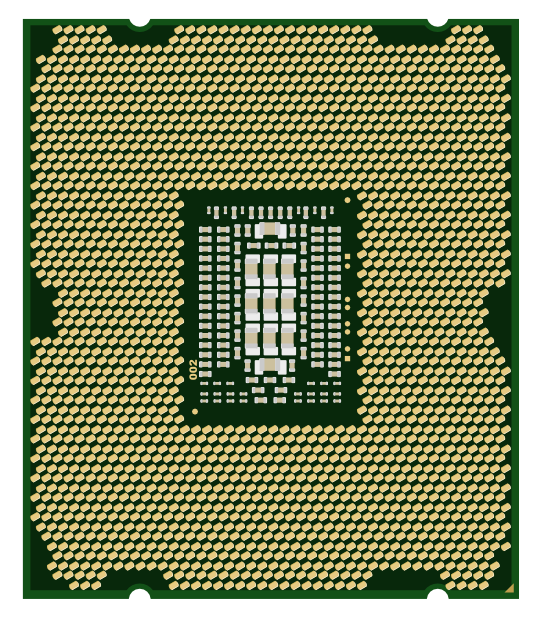
Imagen de los pads de un microprocesador Intel Core i7

- Todos los modelos implementan MMX, SSE, SSE2, SSE3, SSSE3, SSE4.1, SSE4.2, AVX, mejorada tecnología Intel SpeedStep (EIST), Intel 64, XD bit (una implementación NX bit), TXT, Intel VT-x, Intel VT-d, Turbo Boost, AES-NI, Smart Cache, Hyper-threading.
- Los procesadores Sandy Bridge-E no incluyen la refrigeración estándar incluida en los procesadores de intel anteriores, en su lugar la marca planea ofrecer su propio sistema de refrigeración líquida, que se venderá por separado.[11]

## Historia
Este zócalo fue lanzado el 14 de noviembre de 2011. La versión para el chipset x99 fue lanzada el 29 de agosto de 2014

### Predecesores

#### LGA 1366
LGA 1366 o Socket B, es un zócalo de CPU, compatible con los microprocesadores Intel Intel Core i7.

#### LGA 1567
LGA 1567 o zócalo LS, es un zócalo de CPU destinado a ser utilizado por los microprocesadores de la microarquitectura Nehalem y Xeon

### Sucesor
Su sucesor es el LGA 2011-v3.